# Aeroporto Internacional de Cancún
O Aeroporto Internacional de Cancún (código IATA: CUN, código OACI: MMUN) encontra-se a 16 quilômetros da cidade de Cancún, na costa do Caribe sobre a Península de Yucatán. É o segundo aeroporto mais movimentado do México, apenas atrás do Aeroporto Internacional da Cidade do México, na Cidade do México. Em 2007, o aeroporto transportou 11.340.027 passageiros, e, em 2008, foram transportadas 12.646.500 de pessoas. É o quinto aeroporto mais ocupado de América Latina, apenas depois do da Cidade de México, dos principais aeroportos de São Paulo (Congonhas/Guarulhos) no Brasil, e do Aeroporto Internacional El Dorado em Bogotá, na Colômbia.

## Estatísticas de tráfego
| 1  | Nova Iorque (JFK) | 303,708 |
| 2  | Houston           | 269,950 |
| 3  | Dallas            | 260,831 |
| 4  | Miami             | 246,856 |
| 5  | Atlanta           | 178,155 |
| 6  | Chicago           | 170,042 |
| 7  | Charlotte         | 158,915 |
| 8  | Madrid            | 154,321 |
| 9  | Los Angeles       | 137,694 |
| 10 | Filadélfia        | 134,031 |
| 11 | Denver            | 120,755 |
| 12 | Minneapolis       | 101,800 |
| 13 | Detroit           | 95,641  |
| 14 | Montreal          | 84,005  |
| 15 | Toronto           | 82,090  |

## Linhas aéreas, terminais e destinos

### Terminal 1
O Terminal 1 tem 7 Portas: 1-7A

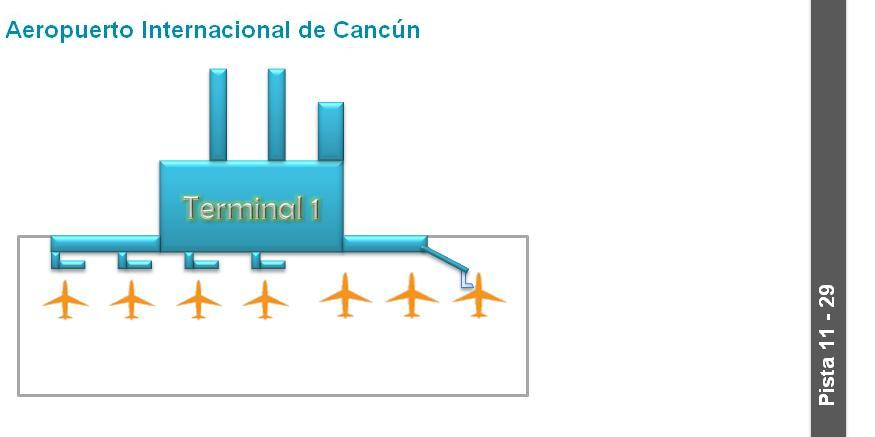
Distribuição do Terminal 1 de Cancún (Atualmente Fechado).

- O serviço foi suspendido depois do Furacão Wilma; as linhas aéreas que usavam o Terminal 1 agora usam o Terminal 2 o 3.
- O Terminal está sendo remodelado em seu interior e em seu exterior para que possa voltar a ser usado pelas aerolíneas charters que operam no aeroporto. O Terminal estará listado ao mesmo tempo que a nova pista de aterrissagem e contará com 9 salas de embarque.

### Terminal 2
O Terminal 2 tem 22 Portas: A1-A11 y B12-B22

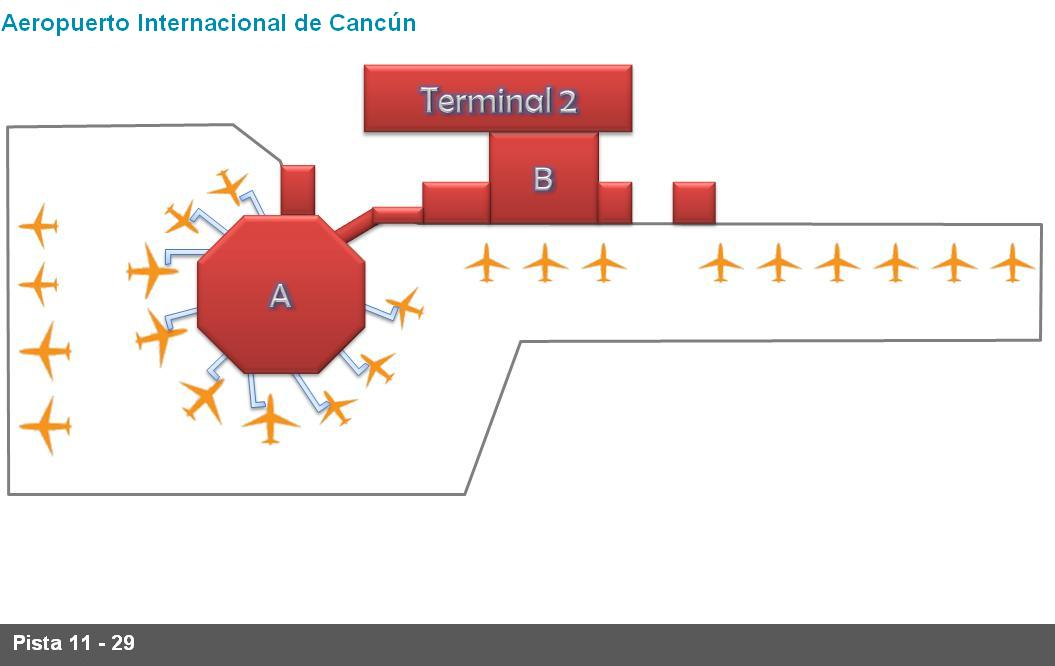
Distribuição do Terminal 2 de Cancún.

#### Edifício principal
O Edificio Principal tem 11 Portas: B12-B22
| Linhas Aéreas      | Destinos                                                  |
| ------------------ | --------------------------------------------------------- |
| Aeroméxico         | Cidade do México, Monterrey                               |
| Aerotucán          | Cozumel                                                   |
| ARD Charters       | Cuernavaca                                                |
| Cubana de Aviación | La Habana                                                 |
| Interjet           | Ciudad de México, Guadalajara, Monterrey, Toluca          |
| Magnicharters      | Chihuahua, Guadalajara, Ciudad de México, Monterrey, León |
| Maya Island Air    | Cidade do Belize                                          |
| MAYAir             | Cozumel                                                   |
| Viva Aerobus       | Monterrey                                                 |
| Volaris            | Guadalajara, Puebla, Tijuana, Toluca                      |

#### Edificio Satélite
O Edifício Satélite tem 11 Portas: A1-A11

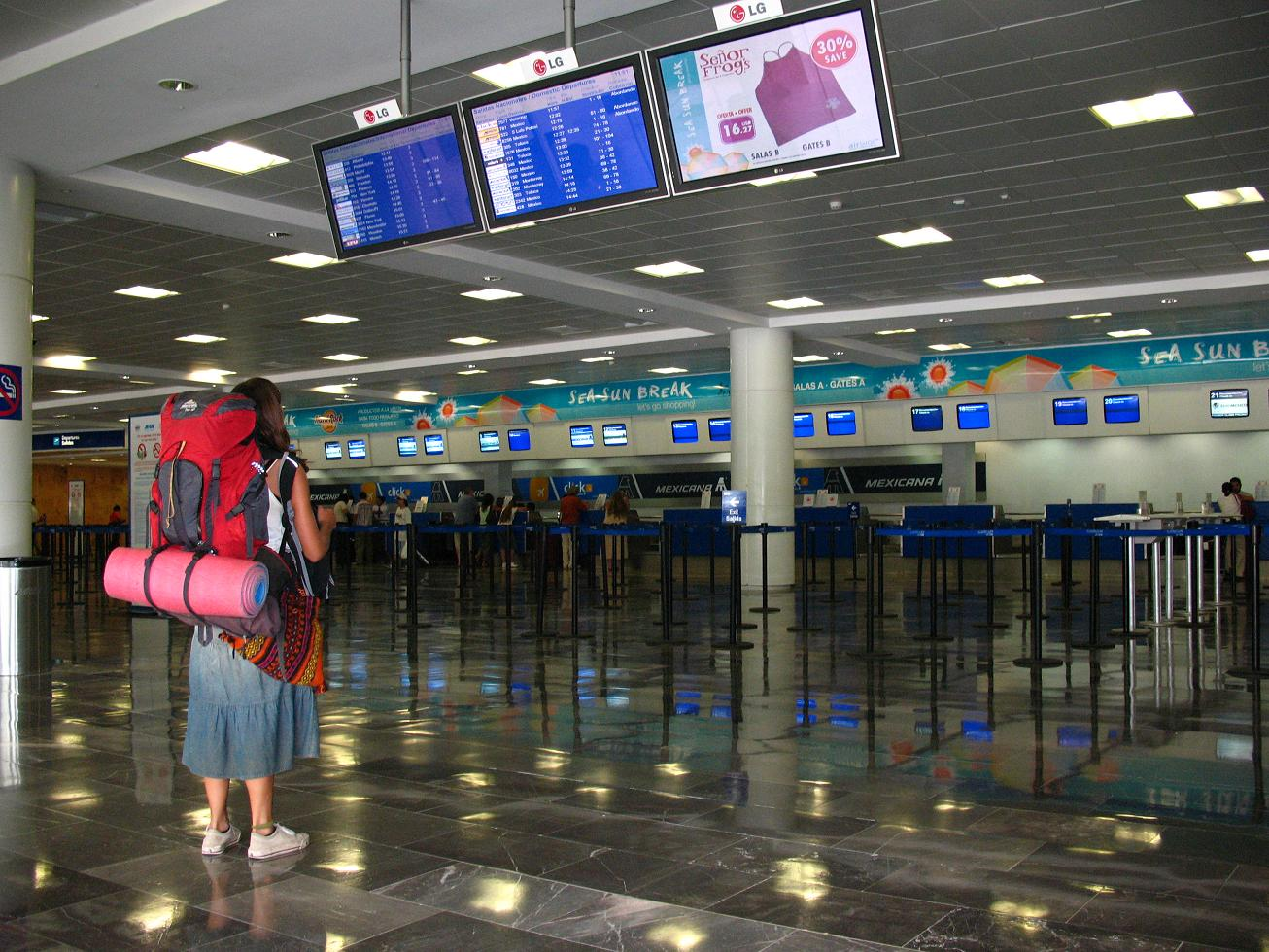
Área de Documentação no Terminal 2

| Linhas Aéreas                           | Destinos |
| --------------------------------------- | --- |
| Air Canada                              | Calgary, Edmonton [sazonal], Halifax [sazonal], Montreal-Trudeau, Ottawa [sazonal], Toronto-Pearson, Vancouver, Winnipeg [sazonal]                                   |
| Air Pullmantur                          | Madri |
| Air Transat                             | Calgary, Edmonton, Halifax, Montreal-Trudeau, Quebec, Regina, Saskatoon, Toronto-Pearson, Vancouver                                                                  |
| Arkefly                                 | Amsterdã |
| Avianca                                 | Bogotá [sazonal] |
| Blue Panorama Airlines                  | Milão-Malpensa, Roma-Fiumicino |
| CanJet                                  | Calgary, Edmonton, Halifax, Quebec, St. John's, Toronto-Pearson, Vancouver                                                                                           |
| Condor Airlines                         | Frankfurt |
| Copa Airlines                           | Cidade do Panamá |
| Corsairfly                              | Paris-Orly |
| Edelweiss Air                           | Zurique |
| Enerjet                                 | Calgary, Edmonton, Vancouver |
| EuroAtlantic Airways                    | Lisboa |
| Finnair                                 | Helsinque-Vantaa [sazonal] |
| Jetairfly                               | Bruxelas |
| JetBlue Airways                         | Boston, Fort Lauderdale, Nueva York-JFK, Orlando, Tampa [sazonal], Washington-Dulles                                                                                 |
| LAN Airlines                            | Havana, Santiago do Chile |
| LAN Perú                                | Cidade do México, Lima |
| Martinair                               | Amsterdã, Bruxelas |
| Novair                                  | Oslo, Estocolmo-Arlanda |
| Neos                                    | Bolonha, Milão-Malpensa, Roma-Fiumicino |
| Pace Airlines                           | Serviços charter - operado por Apple Vacations |
| Skyservice                              | Calgary, Edmonton, Halifax, Hamilton, Kelowna, Kitchener, Montreal-Trudeau, Ottawa, Regina, Saskatoon, Thunder Bay, Toronto-Pearson, Vancouver, Victoria, Winnipeg   |
| Sol Airlines                            | La Romana |
| Sunwing Airlines                        | Halifax, Londres (ON), Montreal-Trudeau, Saint John, Quebec, Toronto-Pearson, Saskatoon, Sault Ste Marie, Regina, Vancouver                                          |
| Sunwing Airlines operado por Aeroméxico | Calgary, Comox, Edmonton, Ottawa, Vancouver, Victoria, Winnipeg |
| TACA                                    | Cidade da Guatemala, Flores-Tikal |
| TACA operado por Lacsa                  | San José (CR) |
| Thomas Cook Airlines                    | Belfast-International, Glasgow-International, Londres-Gatwick, Manchester                                                                                            |
| WestJet                                 | Calgary, Edmonton, Halifax, Hamilton, Kelowna, Moncton, Montreal-Trudeau, Ottawa, Regina, Saskatoon, Toronto-Pearson, Vancouver, Victoria, Winnipeg [todos sazonais] |
| White (em parceria com a TAP)           | Lisboa |
| XL Airways France                       | Bruxelas, Paris-Charles de Gaulle |

### Terminal 3

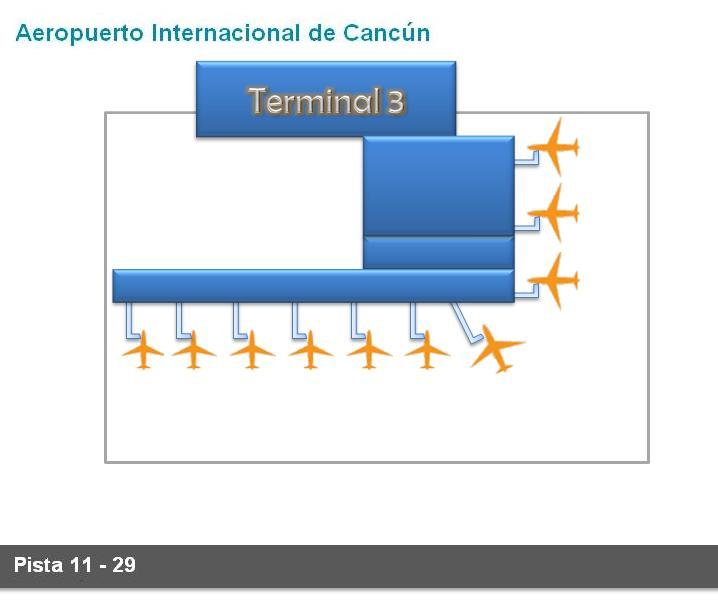
Distribuição do Terminal 3 de Cancún.

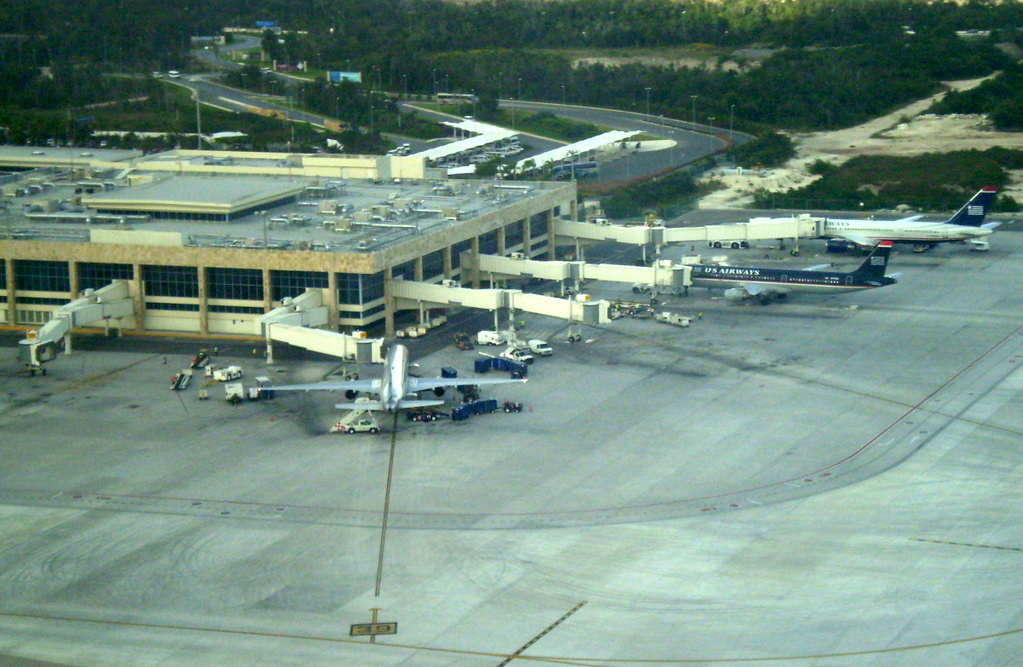
Terminal 3 do Aeroporto de Cancún

O Terminal 3 tem 14 Portas: C23-C37
| Linhas Aéreas                       | Destinos |
| ----------------------------------- | --- |
| Air Europa                          | Madrid |
| Alaska Airlines                     | Los Ángeles, Seattle-Tacoma |
| American Airlines                   | Chicago-O'Hare, Dallas-Fort Worth, Miami, Nueva York-JFK |
| Delta Air Lines                     | Atlanta, Boston, Cincinnati-Northern Kentucky, Hartford-Springfield, Los Ángeles, Nashville, Orlando, Raleigh-Durham [estacional], Salt Lake City, Washington-Dulles |
| Delta Connection operado por Comair | Cincinnati-Northern Kentucky |
| Frontier Airlines                   | Chicago-Midway, Denver, Kansas City, Salt Lake City [estacional] |
| Spirit Airlines                     | Detroit, Fort Lauderdale |
| Sun Country Airlines                | Dallas-Fort Worth, Minneapolis-St. Paul |
| Thomson Airways                     | Birmingham (RU), Bristol, East Midlands, Glasgow-International, Londres-Gatwick, Manchester (RU), Newcastle                                                          |
| United Airlines                     | Chicago-O'Hare, Denver, Los Ángeles, San Francisco, Washington-Dulles                                                                                                |
| USA3000 Airlines                    | Baltimore, Chicago-O'Hare, Cincinnati-Northern Kentucky, Cleveland, Columbus (OH), Detroit, Milwaukee, Filadelfia, Pittsburgh, St. Louis                             |

### Linhas aéreas de carga
| Linhas Aéreas          | Destinos                                 |
| ---------------------- | ---------------------------------------- |
| Amerijet International | Belice, Ciudad del Carmen, Mérida, Miami |
| Estafeta Carga Aérea   | Mérida                                   |
| FedEx Express          | Miami                                    |
| Regional Cargo         | Mérida, Cidade do México                 |